# Елза Будау
Ѐлза Бу̀дау (на словенски: Elza Budau; Белград, 28 декември 1941 г.) е словенска текстописка и писателка.

## Биография
Родена е в Белград, но заради Втората световна война тя и майка ѝ се преместват да живеят в Блед, а през 1945 г. семейството се премества в Любляна. Баща ѝ Тулий Будау е химик, икономист и индустриален фотограф, а майка ѝ се казва Гизела Будау (с моминска фамилия Доленц). Прадядо ѝ Хинко Доленц е юрист и писател, а прапрадядо ѝ Мирослав Вилхар – композитор, поет, драматург, писател, политик и репортер.
От 1945 до 1949 г. посещава частно училище с изучаване на акордеон, от 1950 до 1960 г. учи пиано в прогимназиално и средно музикално училище. След зрелостния си изпит следва архитектура във Факултета по градоустройство и геодезия на Люблянския университет до 1964 г. През 2015 г. студентският ѝ труд е показан на изложбата Bauhaus – umrežavanje ideja i prakse („Баухаус – създаване на мрежа между идеи и практика“) в Музея на съвременното изкуство в Загреб, Хърватия, а през 2018 г. – на изложбата Toward Concrete Utopia: Architecture in Yugoslavia 1948–1980 („Напред към бетонено бъдеще. Архитектура в Югославия от 1948 до 1980 г.“) в Музея на съвременното изкуство в Ню Йорк, САЩ.

## Творчество
Започва да пише проза (предимно новели) още като гимназистка през 1956 г. в списание „Млада пота“ („Млади пътища“), а очерци и пътеписи – във вестник „Дело“. През 1958 г. издава под псевдонима Щефка Доленц първата си творба – любовния роман Diagram neke ljubezni („Диаграма на някаква любов“), част от който е публикувана в „Млада пота“, а през 1962 г. излиза под истинското ѝ име в литературен сборник на „Млада пота“ към издателство „Младинска книга“. Продължава еротичната тематика в романа си Ljubezen v f-molu („Любов във фа минор“) от 1987 г.
През 1963 г. започва да пише текстове за песни, като през годините написва над хиляда. Много от тях са за песни от златното време на словенската песен (60-те – 80-те години) по музика на най-видните за времето си композитори като Моймир Сепе, Юре Робежник, Ати Сос и Йоже Прившек. Някои от тези песни са Poletna noč („Лятна нощ“) на Маряна Държай, Brez besed („Без думи“) на Берта Амброж, представена от нея на 11-ото издание на песенния конкурс на „Евровизия“ през 1966 г., Samo nasmeh je bolj grenak („Само усмивката е по-горчива“) на Дитка Хаберл, Pegasto dekle („Момиче с лунички“) на Арсен Дедич, Ko ljubezen umre („Когато любовта умре“), Na pragu let („На прага на годините“), Ti si moja ljubezen („Ти си моята любов“) на Елда Вилер и още много други.
През 1969 г. започва да работи за Люблянското радио и телевизия (РТВ Любляна) в административния персонал, занимаващ се с организирането на музикалните продукции, от 1977 г. отговаря за международното разпространение на записи, по-късно работи като продуцентка на класическа музика, след това – като журналистка по специални задачи в документално-фейлетонната редакция.

## Дискография

### Сборни албуми
Съдържат песни по нейни текстове, изпълнени от различни изпълнители.
- 1987 – Ljubezen v f-molu (pesmi)
- 2002 – Na pragu let

### Избрани песни от „Словенска попевка“
Множество песни от музикалния фестивал са по нейни текстове.
- 1964 – Poletna noč („Лятна нощ“, музика и аранжимент: Моймир Сепе), изп. Маряна Държай и Бети Юркович (I награда на публиката)
- 1964 – S teboj („С теб“, музика и аранжимент: Моймир Сепе), изп. Елда Вилер и Майда Сепе
- 1964 – Med teboj in menoj („Между теб и мен“, музика и аранжимент: Моймир Сепе), изп. Маряна Държай
- 1965 – Šel si mimo („Мина покрай мен“, музика и аранжимент: Юре Робежник), изп. Ирена Кохонт (I награда на публиката)
- 1965 – Začarani trikotnik („Омагьосан триъгълник“, музика и аранжимент: Моймир Сепе), изп. Майда Сепе
- 1965 – Deževno popoldne („Дъждовен следобед“, музика и аранжимент: Ати Сос), изп. Нино Робич
- 1965 – Tvoje majhne laži („Твоите малки лъжи“, музика и аранжимент: Моймир Сепе), изп. Бети Юркович
- 1966 – Jokala sem brez solz („Плаках без сълзи“, музика и аранжимент: Йоже Прившек), изп. Берта Амброж
- 1966 – Nekega dne („Някой ден“, музика и аранжимент: Моймир Сепе), изп. Берта Амброж
- 1966 – Ples oblakov („Танцът на облаците“, музика и аранжимент: Юре Робежник), изп. Маряна Държай (I награда на експертното жури и Награда на експертното жури за най-добър текст)
- 1966 – Poslednja noč ljubezni („Последната любовна нощ“, музика и аранжимент: Йоже Прившек), изп. Берта Амброж
- 1966 – Zaljubljeno drevo („Влюбено дърво“, музика и аранжимент: Ати Сос), изп. Маряна Държай

## Награди
За кратките си разкази Resničnost in sanje (1955/56), Ena in ena sama ljubezen (1956/57) и откъс от Diagrama neke ljubezni (1957/58) получава III, II и I награда на списание „Млада пота“.
През 2003 и 2007 г. получава наградите „Виктор“ и „Йежък“ за цялостно творчество, през 2022 г. – държавния „Сребърен орден за заслуги“, а през 2023 г. е обявена за почетна гражданка на Любляна.